# Мак и Зак
„Мак и Зак” је југословенска телевизијска серија снимљена 1986. године у продукцији ТВ Сарајево.
Првобитно замишљена као дечија разбибрига, али захваљујући феноменалној филозофској основи, постаје једна од најомиљенијих емисија узраста од 15 до 35 година. Мак и Зак су се стално ударали огромним чекићима у главу. Ту је био и рокер који никога не слуша („ја никог не слушам”) и који је добијао струјни удар у свакој другој епизоди или би му пало нешто тешко на главу, попут сефа или аута.

## Улоге
| Глумац        | Улога |
| ------------- | ----- |
| Сенад Башић   | Рокер |
| Жељко Нинчић  | Зак   |
| Мирза Тановић | Мак   |

Комплетна ТВ екипа ▼
| Редитељ    | Давор Марјановић |
| Сценариста | Давор Марјановић |